# Bob Fujitani
Robert Fujitani (15 de octubre de 1921-6 de septiembre de 2020) fue un artista de cómics estadounidense.

## Biografía
Nació en 1921 en una familia irlandesa-japonesa. Después de estudiar arte en Nueva York, dibujó cómics para varios editores pequeños dentro de la ciudad a principios de los años 40. Algunos de sus editores incluyen Avon, Dell Cómics, Harvey Cómics, Publicaciones Lev Gleason y otros. También ilustró artículos de revista y era un escritor fantasma en varias series de cómics, incluyendo Flash Gordon. En los años 60, ayudó crear la tira de cómics  Doctor Solar, Man of the Atom. En los años 90, ilustró Rip Kirby. En 2005, recibió un Premio Inkpot en la Comic-Con de San Diego.
Falleció el 6 de septiembre de 2020 a la edad de 98 años. Había padecido un accidente cerebrovascular en junio de ese año.